# Чегодаева, Клавдия Константиновна
Клавдия Константиновна Чегодаева (5 мая 1926 — 13 ноября 1997) — советская работница сельского хозяйства, Герой Социалистического Труда (1966)

## Биография
Родилась в 1926 году в селе Большая Кандала Мелекесского уезда Самарской губернии.
Всю сознательную жизнь жила и работала в совхозе «КИМ» Куйбышевского района Татарской АССР (ныне Спасского район Татарстана). C двенадцати лет работала в поле и телятницей на животноводческой ферме. В годы Великой Отечественной войны (в 1942 году) перешла на молочнотоварную ферму дояркой, где проработала до самого выхода на пенсию в 1971 году. В 1950 году Чегодаева в бригаде дойных коров достигла одного из лучших результатов в республике, надоив за год от каждой коровы по 3689 кг молока. В 1963 году она перешла в группу нетелей, которую вывела в самую высокопродуктивную в совхозе.
За годы своей работы Клавдия Константиновна удостоена многих почетных званий и наград, была участницей социалистического соревнования, получила звание ударника коммунистического труда.
Занималась общественной деятельностью, в 1967—1971 годах была депутатом Верховного Совета Татарской АССР.

## Награды
- В 1965 году К. К. Чегодаевой присвоено почетное звание «Лучшая доярка ТАССР».
- В 1966 году ей было присвоено звание Героя Социалистического Труда с вручением ордена Ленина.
- Также награждена медалями, среди которых «За доблестный труд. В ознаменование 100-летия со дня рождения В. И. Ленина».